# Bitwa pod Zadwórzem

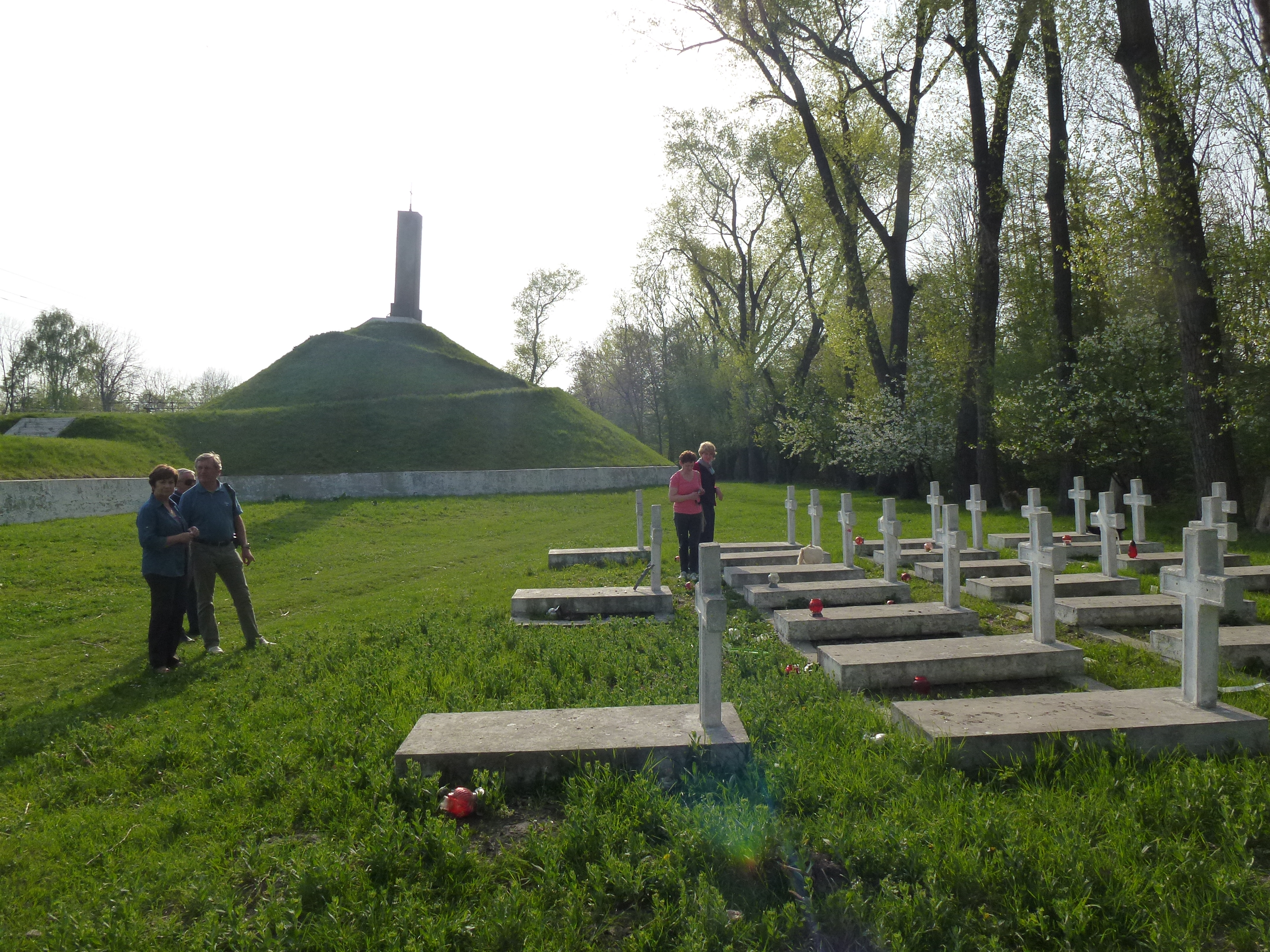
Cmentarz poległych i pomnik bohaterów

Bitwa pod Zadwórzem – bitwa, która miała miejsce 17 sierpnia 1920 roku w czasie wojny polsko-bolszewickiej pomiędzy batalionem piechoty kpt. Bolesława Zajączkowskiego należącego do detachementu rtm. Abrahama, a oddziałami bolszewickiej 1 Konnej Armii Siemiona Budionnego. Rozegrała się na dalekim przedpolu Lwowa, 33 km od miasta w pobliżu wsi Zadwórze, znajdującej się obecnie na terytorium Ukrainy. Celem obrońców było opóźnienie podejścia wojsk bolszewickich do Lwowa. Heroiczna obrona zakończyła się sukcesem operacyjnym wojsk polskich.
W lipcu 1920 roku w Galicji przystąpiono do formowania oddziałów ochotniczych. Sformowano wówczas Detachement rtm. Abrahama, do którego zaciągnęła się głównie młodzież i inteligencja lwowska. W skład tego oddziału wchodził między innymi batalion piechoty kapitana Zajączkowskiego. W dniach 6–8 sierpnia oddział uczestniczył w ciężkich walkach pod Horodyszczem i Chodaczkowem, osłaniając prawe skrzydło 54 pp. W bitwie wzięto do niewoli 480 jeńców z 26. i 27.pułków sowieckich. Ranny w bitwie mjr Abraham dowodził oddziałem, leżąc na noszach. Jeden z cekaemistów polskich mimo sześciokrotnego ranienia nie opuścił swego stanowiska ogniowego.
Pomimo zdobycia stacji kolejowej Zadwórze Budionny zrezygnował z kontynuowania walki o Lwów, kończąc marsz na zachód. Skierował się na północ, na odsiecz wojskom w rejonie Wieprza i Warszawy, ale po klęsce pod Komarowem wycofał się na wschód. W bitwie poległo 318 Polaków i z uwagi na heroiczną walkę obrońców nazywana jest polskimi Termopilami.

## Przebieg bitwy
16 sierpnia, I batalion z kompanią ckm, 54 pułku piechoty (ok. 350 żołnierzy i oficerów) został zaatakowany pod Zadwórzem przez oddziały 6 Dywizji Kawalerii armii Budionnego. Batalion po wykonaniu zadań rozpoznawczych wracał wzdłuż linii kolejowej do Lwowa.
Następnego dnia – 17 sierpnia – batalion kapitana Zajączkowskiego maszerował z Krasnego wzdłuż linii kolejowej na Lwów. Gdy oddział dotarł do wsi Kutkorz, został ostrzelany z broni maszynowej od strony Zadwórza. Podczas podchodzenia do Zadwórza został zaskoczony silnym ogniem z broni ręcznej i maszynowej od czoła i ze skrzydeł. Oddziały 6 DK Josifa Rodionowicza Apanasienki złapały batalion w tzw. worek ogniowy. Kapitan Zajączkowski podjął decyzję rozwinięcia batalionu w tyralierę, uderzenia na Zadwórze, opanowania stacji kolejowej i pobliskich wzgórz i tam zorganizowania obrony. Kapitan Zajączkowski rozwinął batalion w trzy rzędy  tyralier i skokami przemieszczał oddział ku Zadwórzu, zajętemu już przez wojska bolszewickie. W pobliżu stacji kolejowej  doszło do silnej wymiany ognia. Porucznik Antoni Dawidowicz poprowadził oddział na stojące obok stacji działa. Wówczas spod pobliskiego lasu ruszyła na Polaków sowiecka kawaleria. Polacy odparli ten atak i w południe zdobyli stację kolejową. Batalion wykonał zadanie opanowania wzgórz, uzyskano lepszy wgląd w teren oraz dogodniejsze warunki prowadzenia obrony okrężnej z przeciwnikiem dziesięciokrotnie silniejszym. W ciągu 11 godzin odparto sześć ataków kawalerii sowieckiej. O zmierzchu zaczęło brakować amunicji. Braki amunicji pokrywano zabierając ją więc zabitym i rannym. Broniono się walcząc na bagnety. Wobec braku możliwości uzyskania pomocy ze Lwowa (brak łączności z pułkiem) kapitan Zajączkowski podjął decyzję o wycofywaniu się pozostałym przy życiu 30 żołnierzom małymi grupkami do pobliskiego lasu barszczowickiego. Nadeszły jednak nowe siły bolszewickie. Bolszewicy wzmagali natarcie.
Porucznik Dawidowicz po raz kolejny zdobył stację kolejową, a pierwsza kompania opanowała pobliskie wzgórze. W nierównej walce wzięły udział także trzy polskie samoloty, które nadleciały od strony Lwowa. Zaatakowały one siły bolszewickie ogniem karabinów maszynowych oraz bombami.
Otoczeni przez wroga żołnierze nie poddali się nawet wtedy, kiedy zabrakło amunicji. Kapitan Zajączkowski o zmierzchu rozkazał pozostałym przy życiu ok. 30 żołnierzom wycofywanie się grupami do barszczowickiego lasu. W trakcie odwrotu nadleciały 3 sowieckie płatowce, które ostrzelały broniących się i wycofujących żołnierzy. Ostrzeliwani z broni maszynowej przez sowieckie samoloty, bezbronni, otoczeni przez Rosjan, walczyli jeszcze krótko na kolby w pobliżu budki dróżnika (budynek kolejowy nr 287). Orlęta lwowskie broniły się już tylko bagnetami, tocząc do wieczora krwawy bój. Ponosząc wielkie straty, ostrzeliwani przez ciężką artylerię. Sowieci, rozwścieczeni oporem Orląt, rąbali ich szablami, rannych dobijali kolbami. Zabitym odcinali głowy, ręce i nogi. Pozostali przy życiu ranni oficerowie ostatnimi nabojami odbierali sobie życie. Do niewoli sowieci wzięli niewielką grupkę koło budki dróżnika.

## Podsumowanie

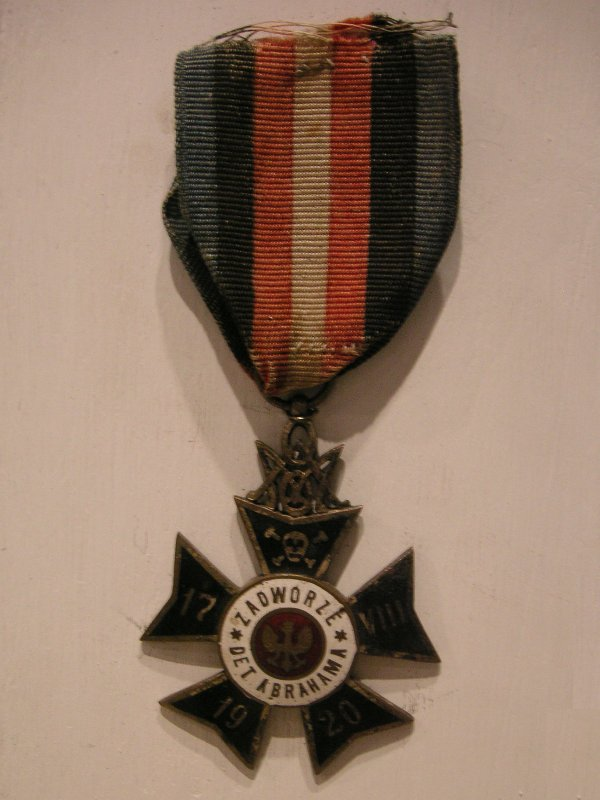
Odznaczenie pamiątkowe za bitwę pod Zadwórzem

Kilku obrońców udało się uratować, gdy na pole bitwy w celu rozpoznania dotarł polski pociąg pancerny, którego załoga pod ogniem bolszewików zebrała kilkanaście ciał rannych i zabitych leżących najbliżej nasypu (w ten sposób uratowano także rannego w kark Rudolfa Niżankowskiego – wówczas 15-letniego żołnierza Armii Ochotniczej, służącego w 240 pułku piechoty).

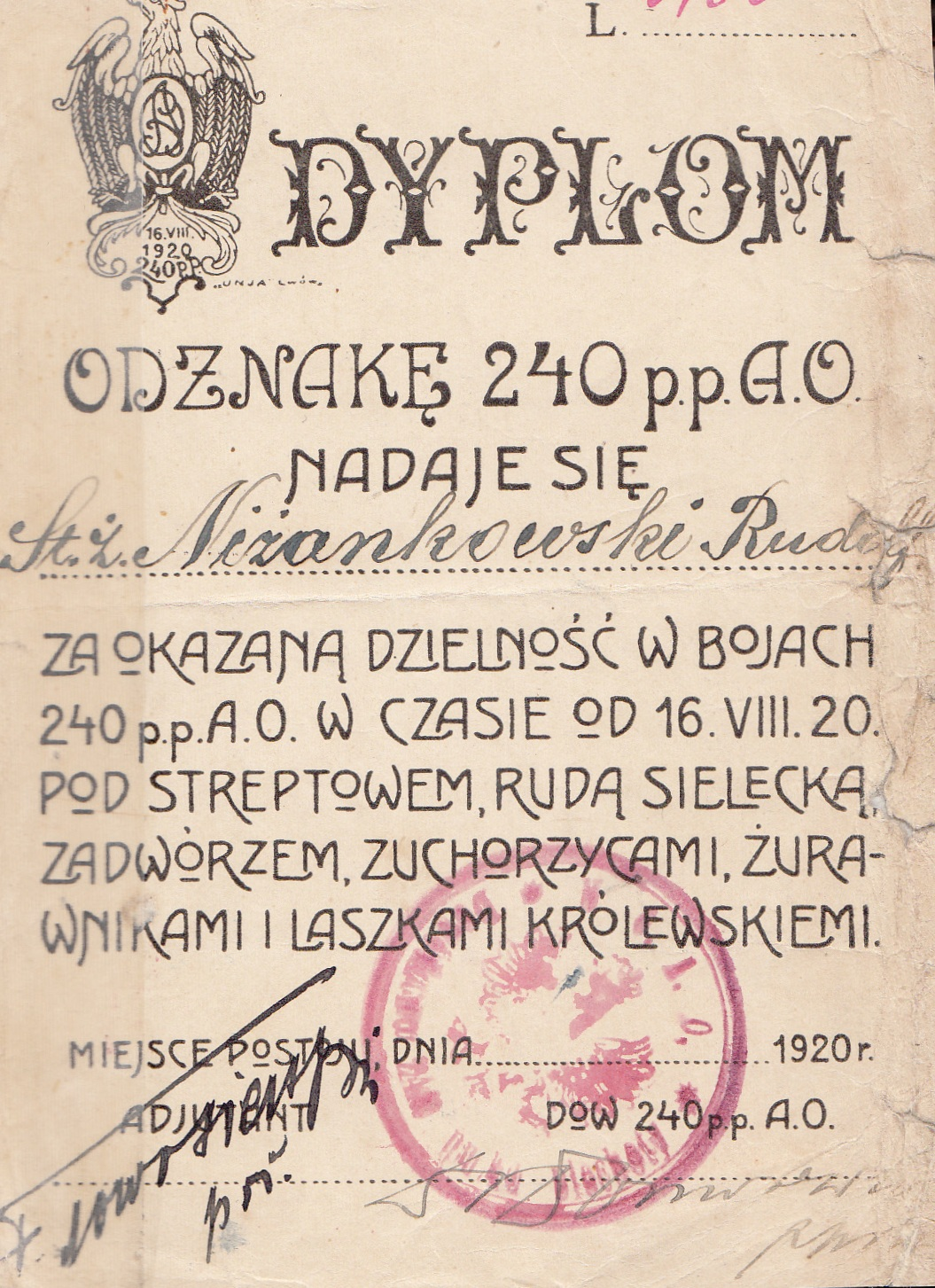
dyplom za walki z 1920 roku

Oddziały Budionnego wycofały się na wschód 20 sierpnia. Tego samego dnia na pole bitwy dotarł polski pociąg pancerny „Huragan”. Na pobojowisko przybyli polscy żołnierze i rodziny poległych. Na stacji kolejowej Polacy znaleźli 318 ciał polskich żołnierzy, zmasakrowanych, zbezczeszczonych i obrabowanych. Leżących w sierpniowym słońcu, obdartych z odzieży i zmasakrowanych ciał nie można było zidentyfikować. Rozpoznano jedynie 106. Wszystkich poległych pochowano początkowo w zbiorowej mogile w pobliżu miejsca bitwy. Zwłoki 7 poległych obrońców:
- kapitana Bolesława Zajączkowskiego, dowódcy
- kapitana Krzysztofa Obertyńskiego,
- podporucznika Jana Demetera,
- podchorążego Władysława Marynowskiego,
- porucznika Tadeusza Hanaka,
- kaprala Stefana Gromnickiego,
- szeregowca Eugeniusza Szarka.

pochowano później uroczyście z honorami na Cmentarzu Obrońców Lwowa w oddzielnej kwaterze Zadwórzaków. Potem ostatnich dwóch wymienionych ekshumowano i pochowano prawdopodobnie na kwaterach rodzinnych. Pozostali polegli obrońcy Zadwórza zostali pochowani na wojskowym cmentarzyku w Zadwórzu, u stóp kurhanu.
Heroiczna walka osamotnionego polskiego batalionu piechoty na jeden dzień związała walką siły sowieckiej dywizji kawalerii, której Budionnemu zabrakło pod Lwowem i Zamościem. Bitwa pod Zadwórzem na kilka godzin opóźniła marsz 1 Armii Konnej na Lwów i ułatwiła wojskom polskim przygotowanie obrony miasta.

## Upamiętnienie

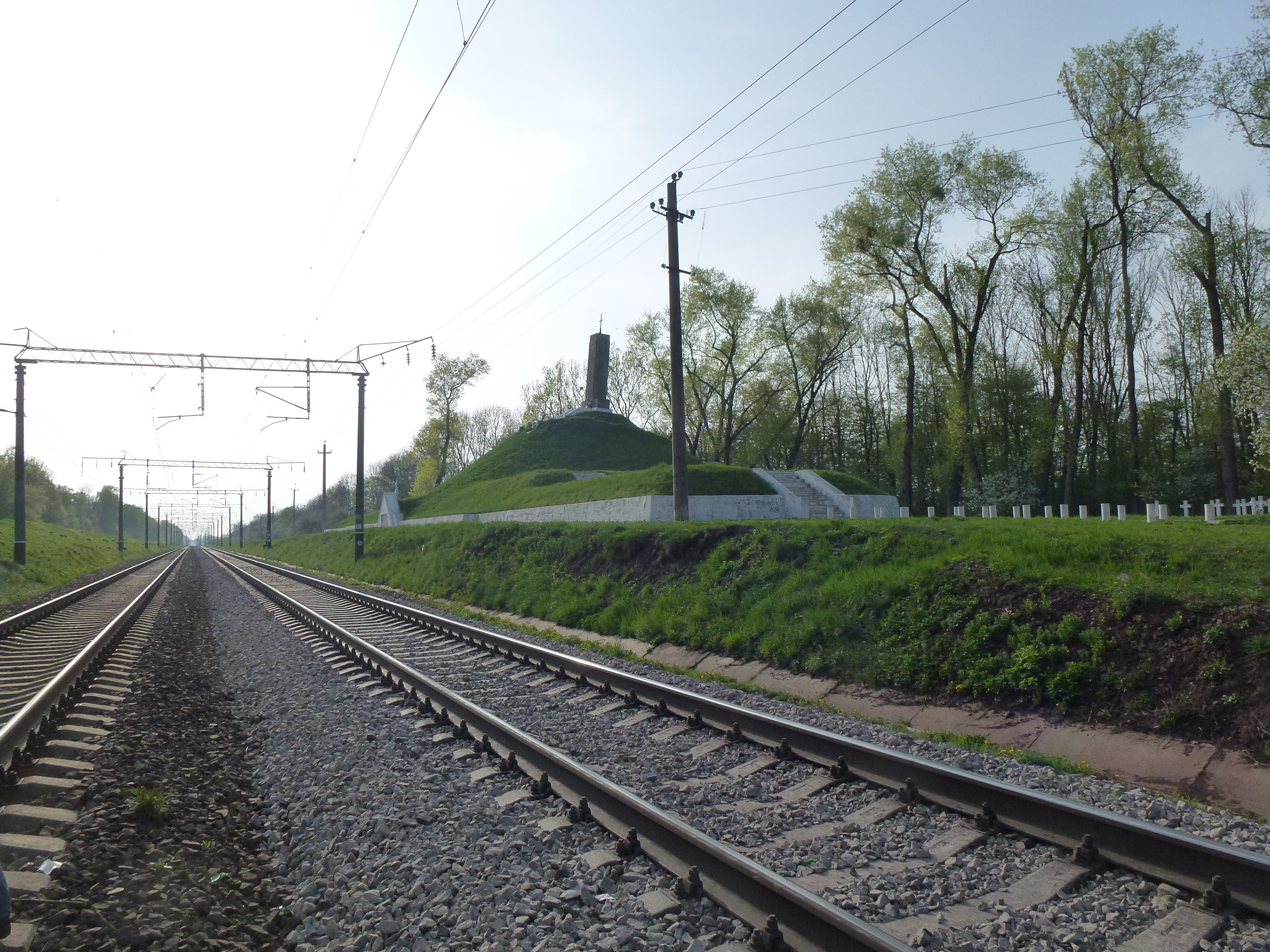
Pomnik polskich bohaterów bitwy pod Zadwórzem w VIII 1920 roku na usypanym 20 m kurhanie

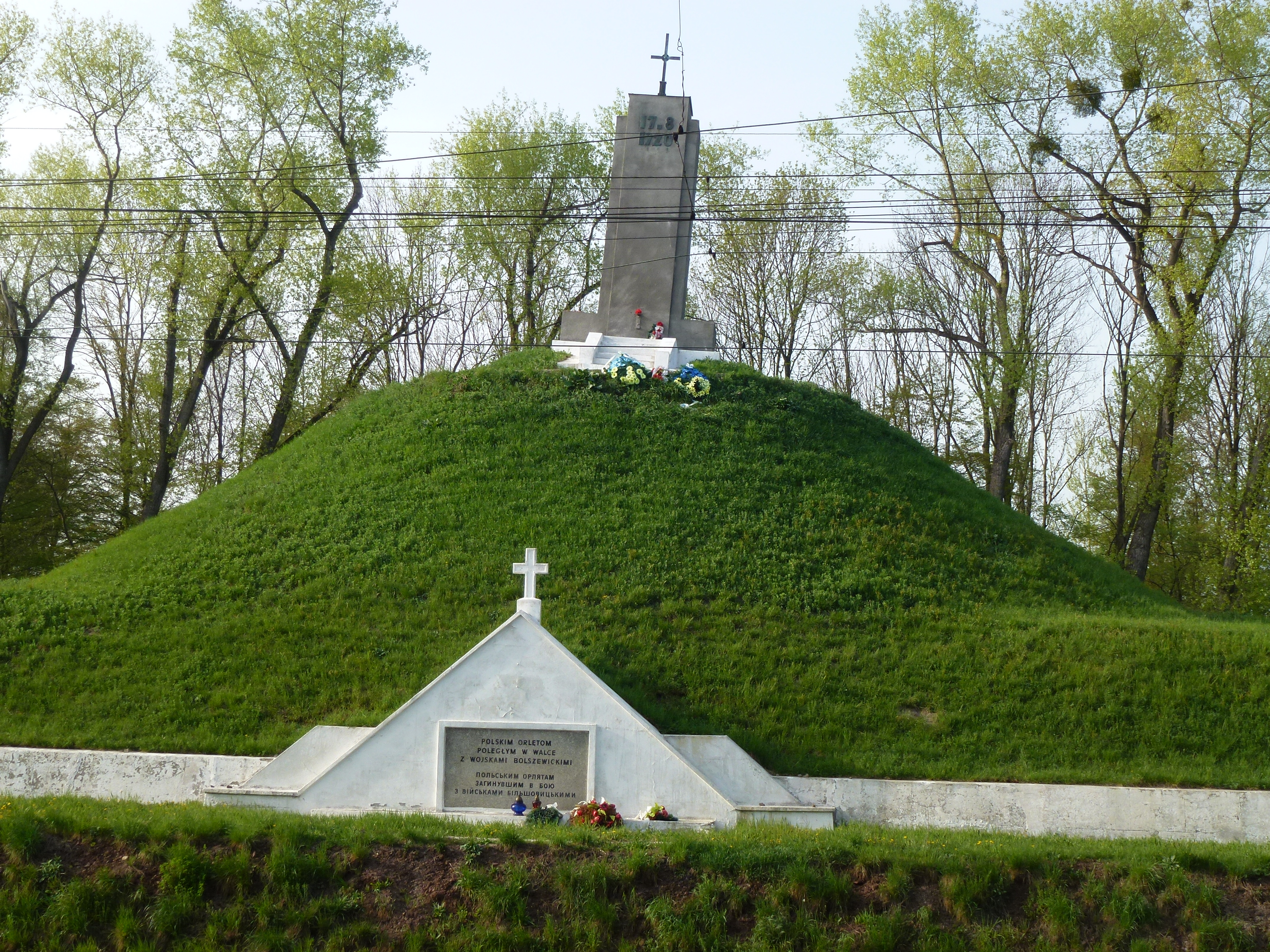
Pomnik polskich bohaterów bitwy pod Zadwórzem w VIII 1920 roku na usypanym 20 m kurhanie

Jesienią 1920 roku na rozkaz Dowództwa Małopolskich Oddziałów Armii Ochotniczych, na miejscu bitwy saperzy usypali dwudziestometrowy kurhan-mogiłę, na którym w 1927 ustawiono czterometrowy obelisk w kształcie granicznego słupa z krzyżem (widoczny z okien pociągu).
II Rzeczpospolita uczciła pamięć bohaterów poległych w bitwie. Ustanowiono Krzyż Zadwórza, którym uhonorowano obrońców Kresów. W marcu 1923 roku grupa 25 młodocianych żołnierzy batalionu kpt. Zajączkowskiego powróciło z Rosji w ramach wymiany jeńców. Ponownie uroczyście pochowano 311 żołnierzy, tworząc nekropolię.
Obrazy przedstawiający boje pod Zadwórzem tworzył malarz Mieczysław Iwanicki, który jako ochotnik brał udział w tym walkach.
Do 1939 funkcjonowało Stowarzyszenie Uczestników Bitwy pod Zadwórzem z dnia 17 sierpnia 1920 (także określane jako Stowarzyszenia Zadwórzaków), którego prezesem był Stanisław Dziatkiewicz, wiceprezesem ww. M. Iwanicki, a latem 1939 członkami honorowymi Stowarzyszenia zostali Tomasz Malicki i Marian Dziędzielewicz.
19 sierpnia 1929 roku, ojciec żołnierza poległego pod Zadwórzem, Filipa Howzana ze Stryja, ufundował pod kurhanem tablicę spiżową z napisem „Orlętom poległym w dniu 17 sierpnia 1920 roku w walkach o całość ziem kresowych”. Do 1939 roku pomnik chwały był celem wypraw kombatantów, harcerzy i młodzieży, połączonych z oddawaniem honorów, składaniem ślubowań i przyrzeczeń. Artysta Stanisław Batowski w 1934 roku namalował obraz batalistyczny „Zadwórze – polskie Termopile”. Ukrywany do 1945 roku w Muzeum Narodowym, po raz pierwszy był eksponowany w 1996 roku w Krakowskim Muzeum Narodowym na wystawie „Sławne bitwy oręża polskiego”. Nekropolia w Zadwórzu przetrwała II wojnę światową i okres władzy sowieckiej. W latach dziewięćdziesiątych firma „Energopol” przeprowadziła renowację nekropolii i nagrobków, schodów, tablicy i otoczenia cmentarza.
W 1990 roku na jednej z kolumn Grobu Nieznanego Żołnierza w Warszawie, wśród tablic z pól bitewnych, umieszczono obok Lwowa – Zadwórze.
W 2009 roku rajd rowerowy dla upamiętnienia bitwy zorganizowała sekcja kolarska reaktywowanego klubu Pogoń Lwów.
Od 2013 roku grupa pasjonatów historii organizuje upamiętniający marsz z Zadwórza do Lwowa, czym nawiązują do przedwojennej tradycji.